# Porte de la Mandorle
La porte de la Mandorle (en italien, Porta della Mandorla) est le porche latéral gauche du flanc nord de la cathédrale Santa Maria del Fiore à proximité de la via dei Servi, à Florence. Ses sculptures ont été réalisées, de 1391 à 1423, par divers sculpteurs dont Donatello et Nanni di Banco.

## Histoire
La porte doit son nom à la représentation de l'Assomption de Marie tendant la « Sainte Ceinture » pendant son élévation aux cieux et qui figure en bas-relief dans une mandorle (figure en amande) située dans le pinacle, entre l'archivolte et le gâble, au-dessus du tympan de la porte. Ce dernier comporte également une mosaïque d'Annonciation faite à Marie datant de 1490 et réalisée par Davide et Domenico Ghirlandaio pour remplacer un précédent bas-relief de Jacopo della Quercia.
Les statues latérales des Prophètes furent remplacées par des copies en 1869 lors d'une première restauration.
La porte fut complètement restaurée entre 2002 et 2012.

## Description
Les bords sculptés du tympan comportaient deux statues de prophètes (remplacées par des copies depuis le XIXe siècle) : une de la main de Donatello, l'autre de Nanni di Banco.
Plusieurs autres éléments originaux figurent au musée de l'Œuvre de la cathédrale.
Sur la bordure de l'archivolte et du pinacle, une frise de rinceaux et de feuilles d'acanthe encadre des figures d'anges et un Rédempteur en médaillon. On y voit également plusieurs scènes classiques d'inspiration mythologique : il Nudo di spalle, l'Apollo con la viola, l'Eracle con la leontè.

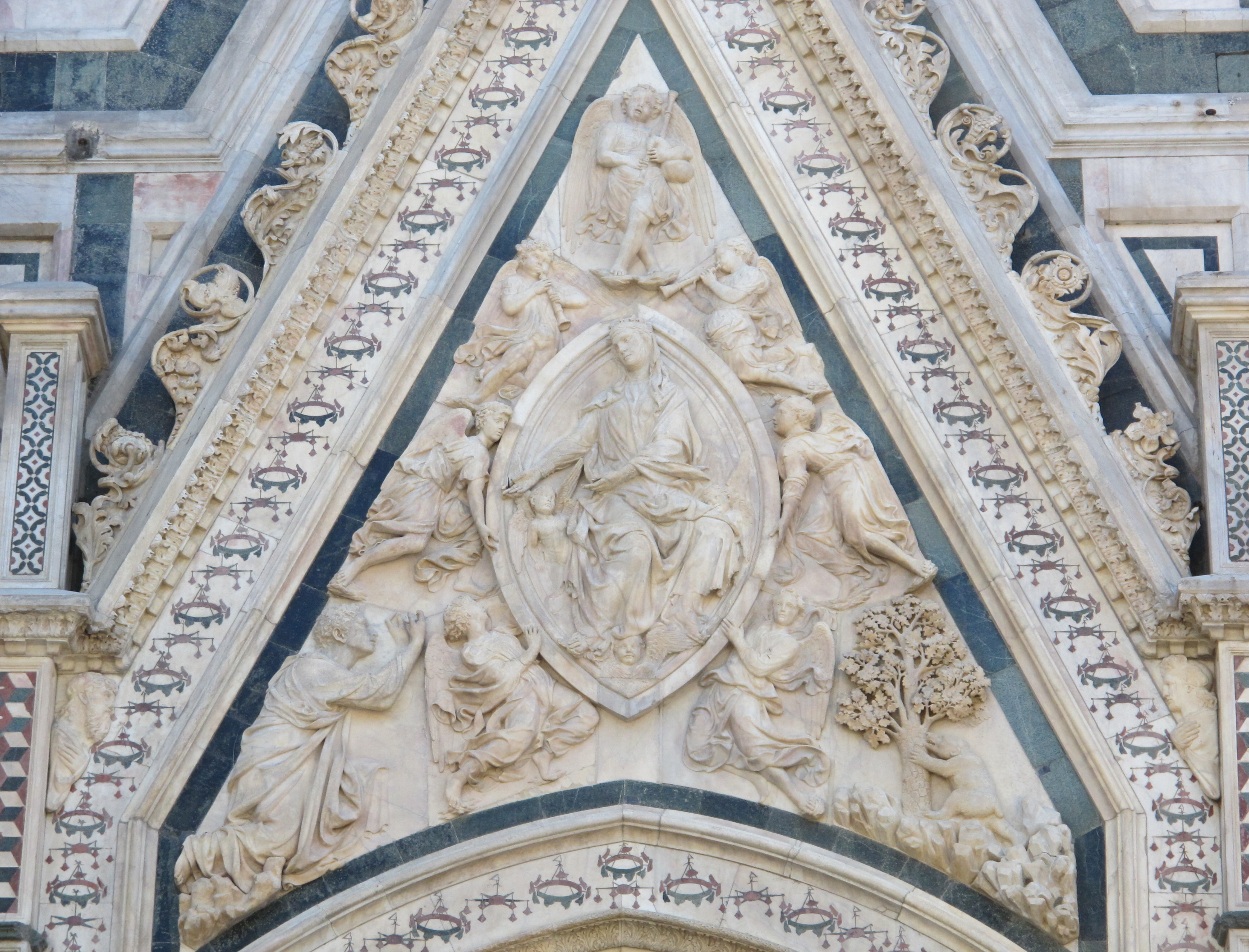
Nanni di Banco, Madonna della Cintola.
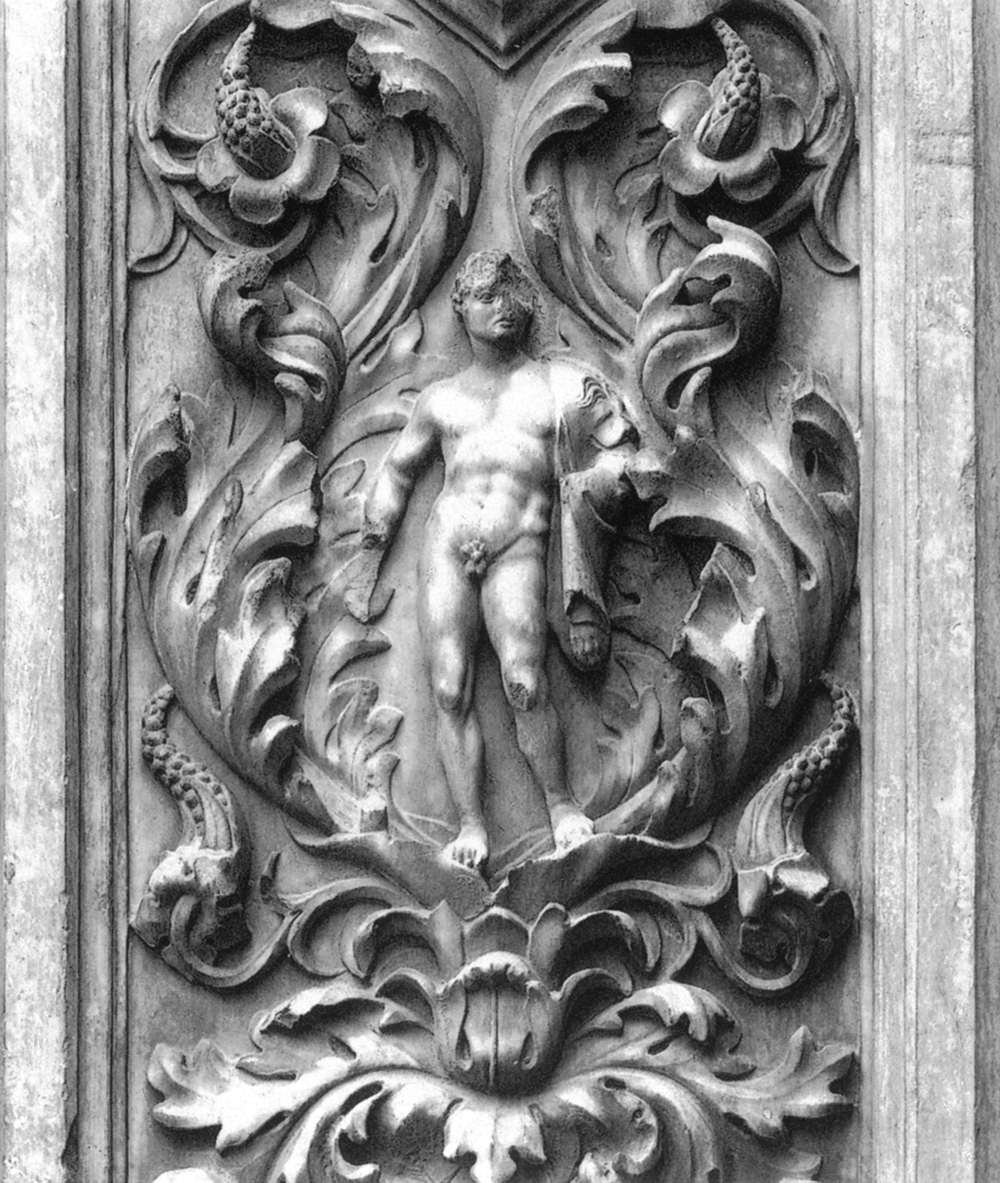
L'Héraclès.
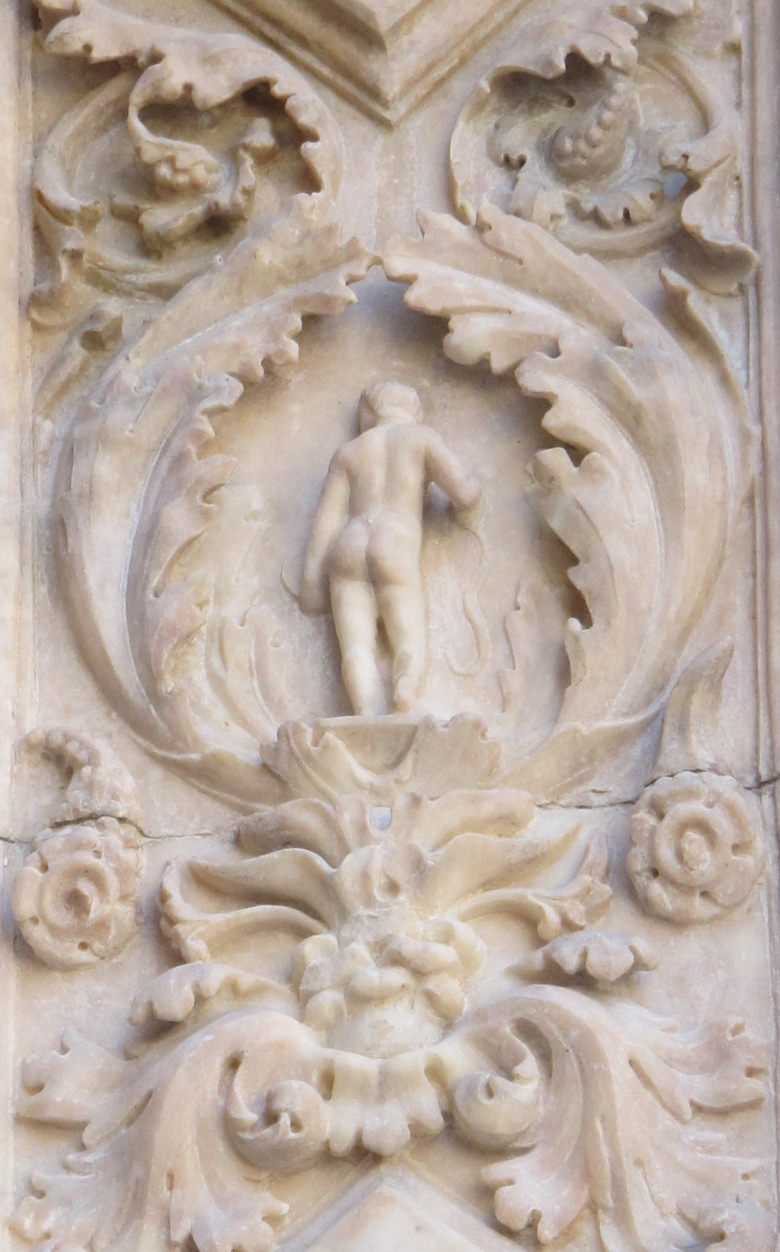
Nus de dos.
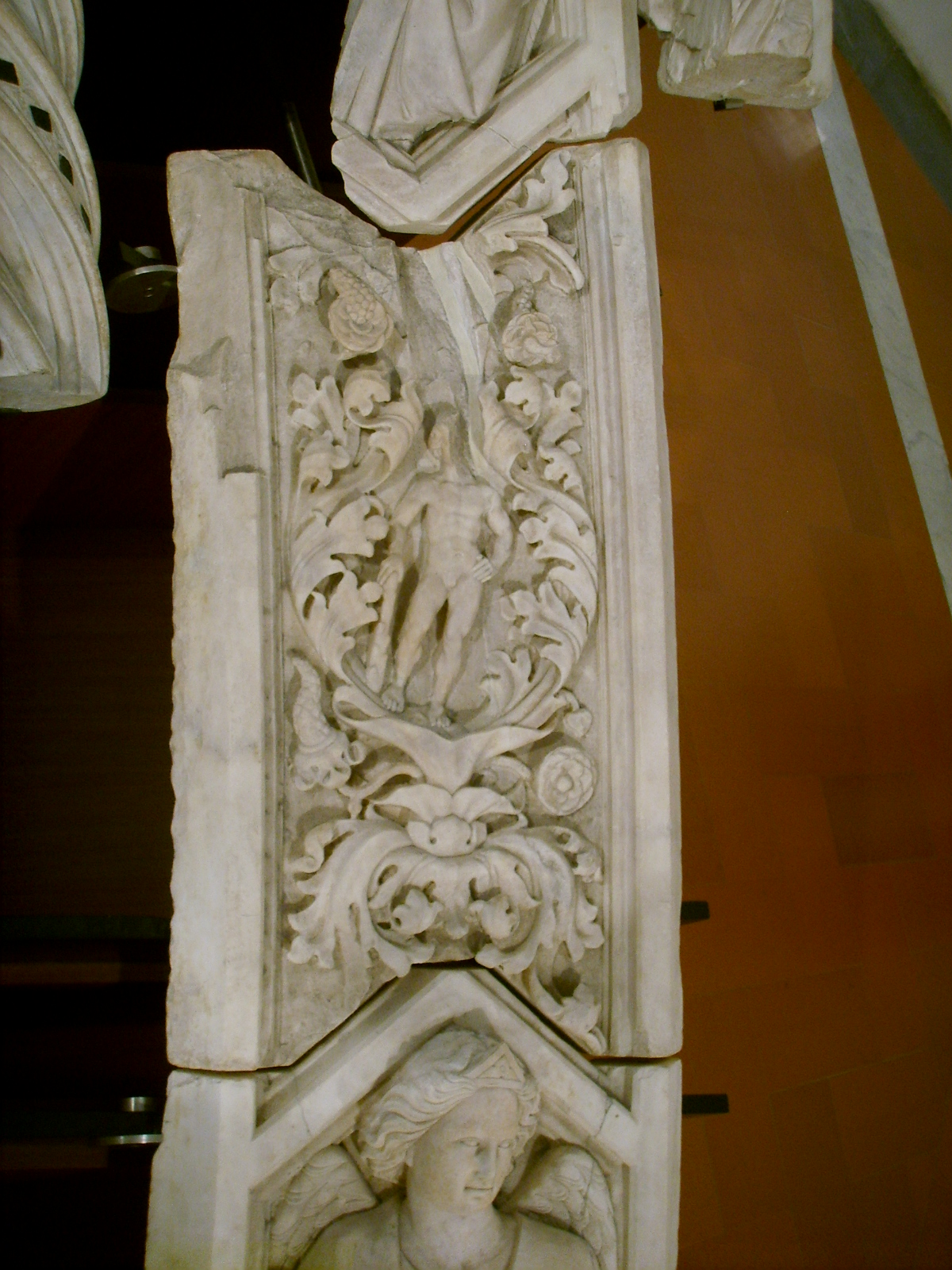
Fragments de la porte au musée.
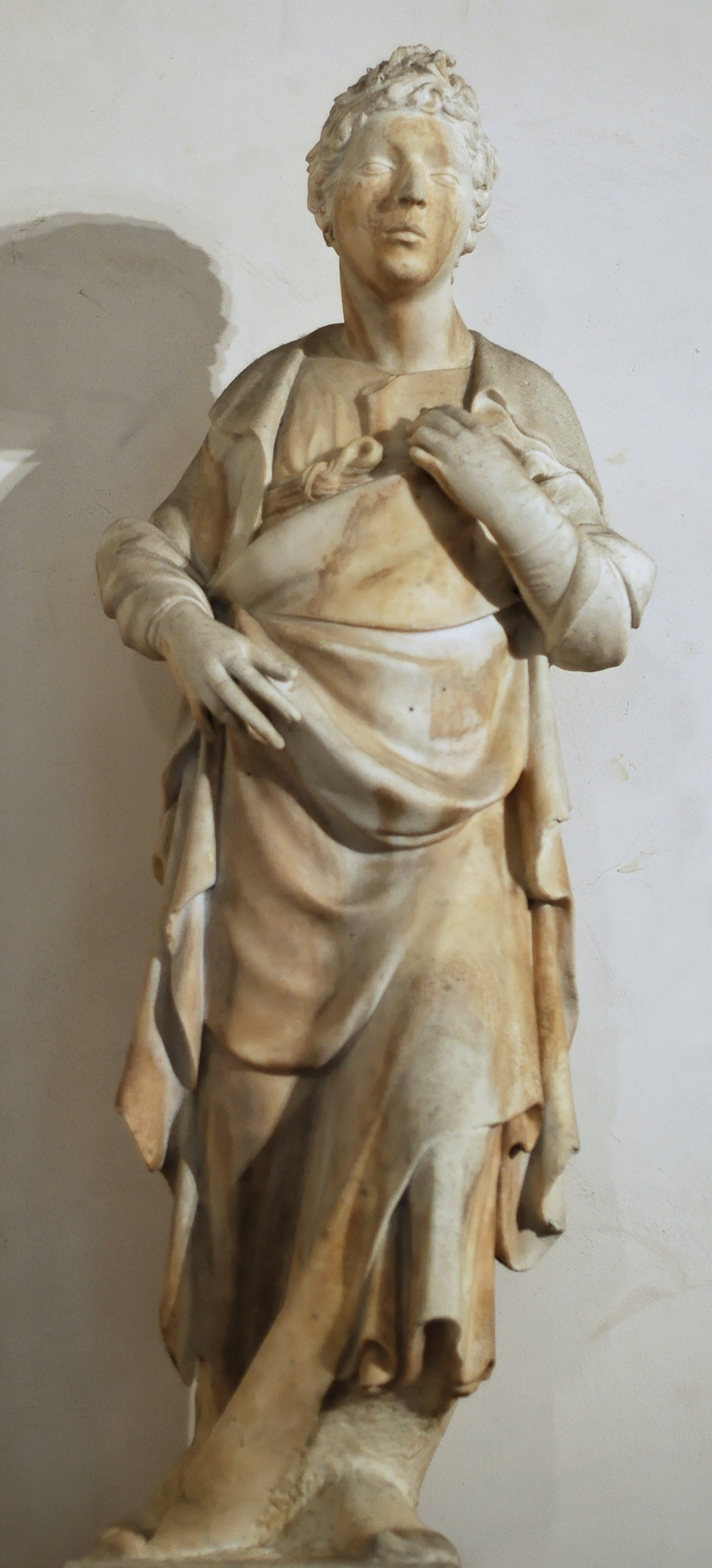
Jeune Prophète à gauche, attribué à Donatello, au musée.
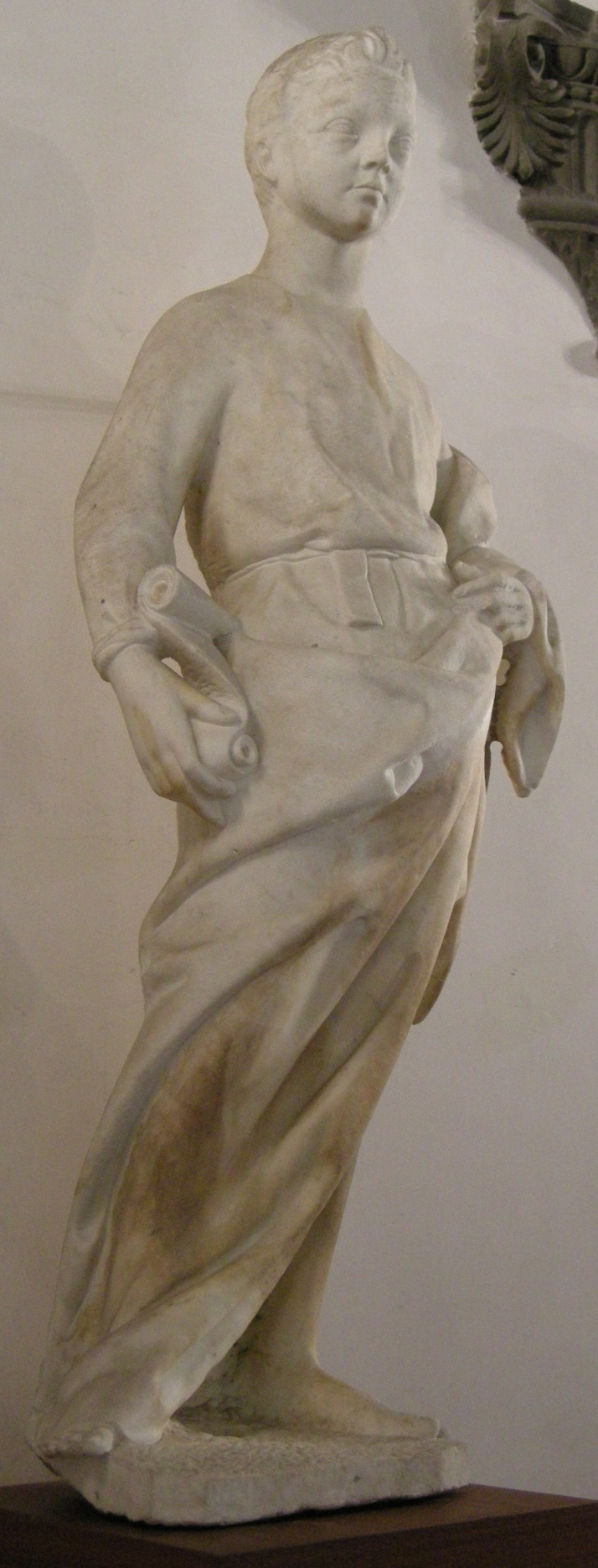
Jeune Prophète à droite, attribué à Nanni di Banco, au musée.